# Північно-центральна частина штату Баїя (мезорегіон)

Північно-центральна частина штату Баїя на карті штату

Північно-центральна частина штату Баїя (порт. Mesorregião do Centro-Norte Baiano) — адміністративно-статистичний мезорегіон в Бразилії, входить в штат Баїя. Населення становить 2,11 млн осіб на 2005 рік. Займає площу 81 354,221 км². Густота населення — 26,1 чол./км².

## Склад мезорегіону
В мезорегіон входять наступні мікрорегіони:
1. Фейра-ді-Сантана
2. Іресе
3. Ітабераба
4. Жакобіна
5. Сеньйор-ду-Бонфін